# Francesco Antonio Bonporti
Francesco Antonio Bonporti (Trento, 11 giugno 1672 – Padova, 19 dicembre 1749) è stato un compositore e presbitero italiano.

## Biografia
Seguì studi umanistici a Trento e si laureò in filosofia, metafisica e in fisica a Innsbruck. Si spostò in seguito a Roma per seguire corsi di teologia al Collegium Germanicum. In questa città studiò composizione con Giuseppe Ottavio Pitoni e, ma non è certo, violino con Arcangelo Corelli. Anche se passò buona parte della sua vita nella città natale, Bonporti ottenne fama a livello europeo. Nel 1696 pubblicò l'Opera I, contenente dieci Sonate a tre, alla quale seguirono altre sonate e Sei mottetti per voce, violini e basso, Arie, balletti e correnti, Cento minuetti, che vennero ristampate a Londra come ad Amsterdam, ottenendo un buon successo, mentre in Italia restarono poco note.

Dopo esser stato nominato "familiare aulico" da Carlo VI d'Asburgo, nel 1740 si trasferì a Padova.

Al pari di Albinoni, non si considerava un compositore di professione, ma solo un amatore. La sua figura è riemersa dall'oblio soltanto negli anni venti del Novecento, grazie alla scoperta che alcuni brani di Johann Sebastian Bach altro non erano, se non quattro trascrizioni provenienti dalla sua Op. X, denominate Invenzioni. Essendo libero da costrizioni istituzionali e commerciali, il suo stile - pur iscrivibile nel genere strumentale settecentesco - si è sviluppato in maniera piuttosto personale. Di Bonporti si conoscono una decina di opere a stampa, un paio delle quali perdute.
Fu sepolto nel chiostro del Noviziato, della Basilica di Sant'Antonio di Padova.
A lui sono intitolati il Conservatorio di musica il liceo musicale di Trento e il Premio Bonporti - concorso internazionale di interpretazione su strumenti storici di Rovereto.

## Composizioni
- Suonate a tre, due violini e violoncello obbligato; op. 1 (Venezia, 1696)
- Sonate da camera a due violini, violone, cembalo o arciliuto; op. 2 (Venezia, 1698; ristampa a Londra nel 1703)
- Mottetti a canto solo con violini; op. 3 (Venezia, 1701/1702)
- Sonate da camera a due violini, violone, cembalo o arcileuto..., op. 4 (Venezia, Giuseppe Sala, 1703; ristampa a Londra, I. Walsh, I. Hare, P. Randall, circa 1710 e Amsterdam)
- Arie, balletti e correnti, op. 5 (Venezia, Giuseppe Sala, 1705; perduta)
- Sonate da camera a due violini, violone o cembalo; op. 6 (Venezia, Giuseppe Sala, 1705)
- Sonate da camera a violino e violone o cembalo; op. 7 (Venezia, 1707; ristampa a Londra e Amsterdam)
- Minuetti a violino solo e violoncello o basso continuo; op. 8 (Venezia) [perduta]
- Balletti à violino solo e violoncello o basso continuo; op. 9 (Amsterdam)
- Inventioni da camera a violino solo o basso continuo; op. 10 (Bologna, 1712; Venezia e Trento, 1713; Amsterdam, s.d.)
- Concerti a quattro. Due violini,alto viola,e basso con violino di rinforzo..., op. 11 (Trento, G. B. Monanni, circa 1715)
- Concertini e serenate, con arie variate, siciliane, recitativi, e chiuse a violino, e violoncello, o cembalo..., op. 12 (Augusta, G. C. Leopold, 1741; Trento, G. B. Monanni, circa 1720)
- Aria cromatica e variata a violino e violoncello e cembalo (1720)
- Sonata in fa diesis per violino e basso continuo

## Edizioni moderne
- Sonate da camera a violino solo e basso op. VII - Invenzioni a violino solo e basso op. X, a cura di Daniele Valersi, Firenze, S.P.E.S., 1995. Facsimile delle edizioni Roger, Amsterdam, s.d.
- Concertini e Serenate a violino e violoncello o cembalo, op. XII, a cura di Daniele Valersi, Firenze, S.P.E.S., 1998. Facsimile dell'edizione Leopold, Augsburg, s.d.
- Sonate da camera a due violini, violone, cembalo o arcileuto, op. IV, a cura di Daniele Valersi, Firenze, S.P.E.S., 2002. Facsimile dell'edizione Sala, Venezia, 1703.